# Toma de La Mamora (1614)
La toma de La Mamora fue una victoriosa incursión española, al mando del capitán general de la Mar Océana Luis Fajardo y Chacón, hijo bastardo del II marqués de los Vélez grande de España y I marqués de Molina, a esta localidad marroquí.

## La operación
La decisión de conquistarla parte de la campaña contra el corso berberisco en las costas africanas, que ya había dado lugar a la incursión en La Goleta de 1609 y la Cesión de Larache en 1610, ante las negociaciones de los Países Bajos con los saadíes para asentarse en el puerto y hostigar con mayor facilidad a los españoles, ello a pesar de la vigencia de la tregua de los doce años.
El 1 de agosto de 1614, la flota expedicionaria arribó a La Mamora. Los españoles encontraron fondeadas en la rada cuatro naves de guerra al mando del almirante holandés Johan Eversen, lo que confirmaba los contactos. Al día siguiente los españoles desembarcaron y emprendieron el ataque. Buena parte de la guarnición había partido para Salé, donde se había producido un ataque de distracción, por lo que la plaza se tomó sin apenas derramamiento de sangre.
Renombrada como San Miguel de Ultramar, permanecería bajo dominio español durante 67 años, hasta ser conquistada en 1681 por el sultán alauí Ismaíl de Marruecos.